# SPAM
SPAM (читається спем) — торгова марка консервованого м'яса, виробленого американською компанією Hormel Foods Corporation. SPAM з'явився в 1936 році.
Абревіатура від англ. Shoulder of Pork and hAM — «свинячі лопатки і стегна», a за іншими даними, від англ. SPiced hAM— «шинка зі спеціями». Компанія заявляє, що «точну розшифровку знає тільки вузьке коло колишніх директорів».

## Історія
До 1936 році компанія Hormel Foods почала втрачати позиції на ринку консервів. Як маркетинговий крок, вона перейменувала свої консерви на SPAM. Вихід нового бренду на ринок супроводжувався бурхливою рекламною кампанією; по радіо програвали пісні на зразок цієї:
|  | Spam, Spam, Spam, Spam Hormel’s new miracle meat in a can Tastes fine, saves time If you want something grand, ask for SPAM. |

Втім, основною рекламою SPAM стала Друга світова війна. Великі об'єми цих консервів видавалися солдатам. Так, американський військовий мемуарист Белтон Купер згадував, що в сухих пайках військовослужбовців США було лише два види м'яса: тушонка і ковбасний фарш SPAM. Британія залежала від експортного м'яса, тому під час війни населення отримувало за картками по 2,5 кг м'яса на місяць на людину (з них 500 г — м'ясо першого ґатунку), в той час як SPAM продавався відносно вільно і тому став основним замінником м'яса. Чимало SPAM'а споживалося біднотою і в повоєнні роки; не дивно, що за цей час SPAM неабияк набрид британцям. Все це було обіграно в знаменитому скетчі «SPAM» (1969) комік-групи «Монті Пайтон».
По ленд-лізу SPAM постачався до СРСР. SPAM випускається і понині, з моменту появи торгової марки і до кінця 2007 року було продано більше 7 мільярдів банок, а 2012 року було продано восьмимільярдну банку.

## Скетч «Монті Пайтон»
Зміст скетча «Монті Пайтон» зводиться до того, що в одному кафе всі страви в меню містять SPAM, деякі навіть по кілька разів. Коли головний герой скетчу, що прийшов у це кафе разом з дружиною, просить принести йому страву без ЅРАМу, офіціантка пропонує йому страву з «невеликою кількістю ЅРАМу». Відвідувач обурюється, а хор вікінгів, що сидять за сусідніми столиками, починає співати хвалебну пісню SPAM'у: «Spam, Spam, Spam, Spam… Lovely Spam! Wonderful Spam!» (англ.  «Spam, Spam, Spam, Spam… Улюблений Spam! Чудовий Spam!»), після чого скетч занурюється в хаос. В кінці скетчу дружина героя вигукує: «I don't like spam!» (англ. Я не люблю SPAM!). У титрах до імен виконавців також було додано слово «Spam» (Spam Terry Jones, Michael Spam Palin, John Spam John Spam John Spam Cleese та ін). У загальній складності це слово згадується в скетчі 108 разів.

## Ставлення компанії до слова «спам»

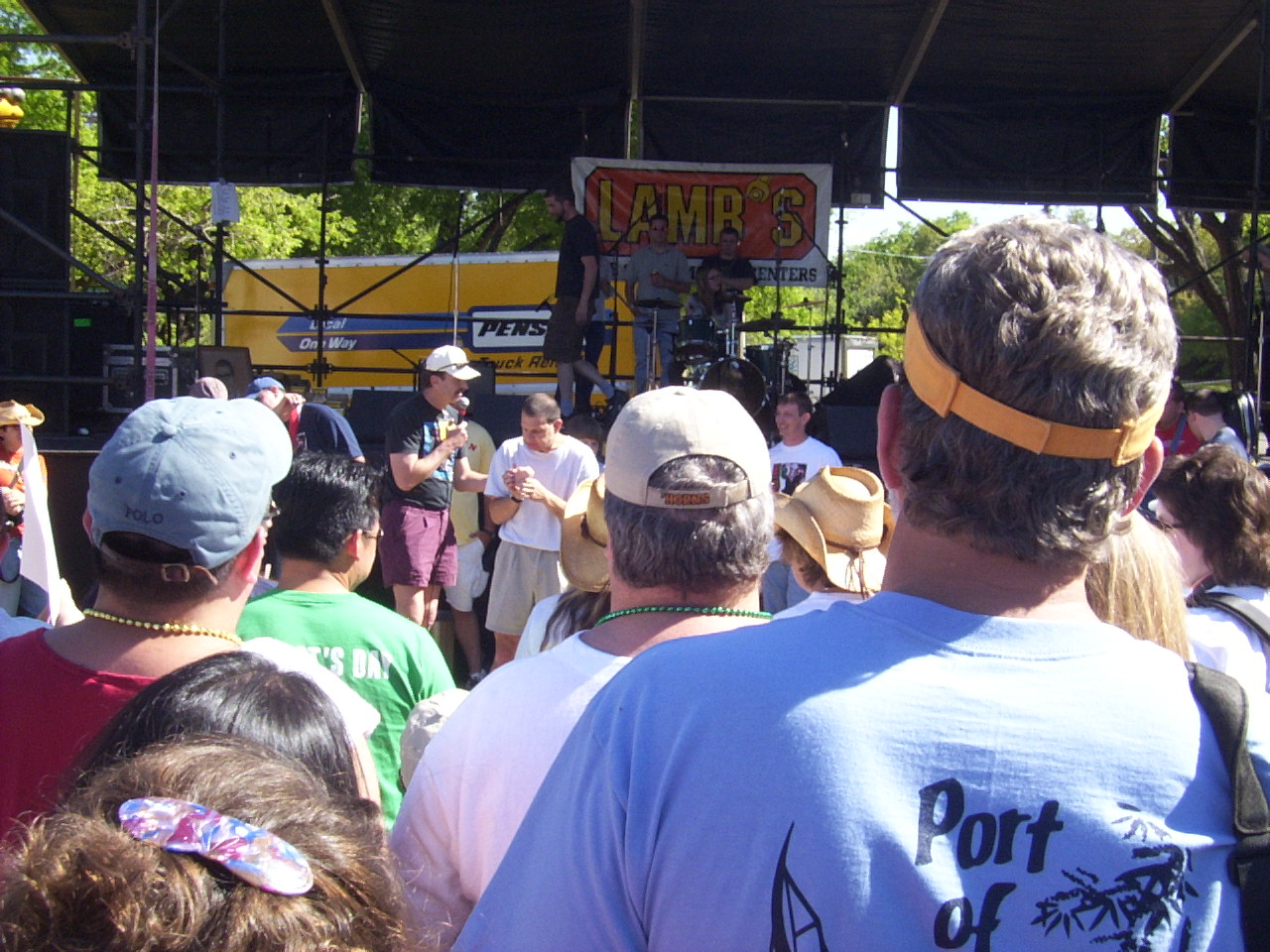
Змагання з поїдання консервів SPAM (2004)

Фірма Hormel Foods підтримувала скетч і навіть робила банки у «монтіпайтоновському» оформленні. Але в 1980-ті роки слово «спам» набуло нового змісту.
В Usenet з'явилися недобросовісні рекламодавці; потоки реклами почали заважати конструктивному спілкуванню. За аналогією з скетчем, це явище назвали «заспамити діалог» — а настирливу кореспонденцію, відповідно, «спамом». Нове значення довелося не до душі корпорації, вона навіть судилася з виробниками антиспамового ПЗ. Суд був виграний SpamArrest — фірмі було дозволено використовувати слово «спам» нарівні з Hormel. Але, очевидно, що цей процес став прецедентом до визнання слова «спам» прозивним.